# Peregrin (biskup praski)
Peregrin z Vartenberka, czeski: Pelhřim z Vartenberka  (zm. 8 stycznia lub 25 stycznia 1240 r. w Pradze) – czeski duchowny katolicki, biskup praski w latach 1224–1226.

## Życiorys
Jego data urodzenia i pochodzenie nie jest znane. Był kanonikiem praskim oraz proboszczem mielnickim. W 1223 r. został wybrany przez kapitułę katedralną biskupem-koadiutorem praskim na prośbę króla Przemysła Ottokara I. W czerwcu tego roku rozpoczął faktyczne rządy potwierdzając darowiznę na rzecz klasztoru benedyktynów w Vilémov. Święcenia biskupie otrzymał 1 października tego samego roku z rąk arcybiskupa metropolity mogunckiego Zygfryda II von Eppsteina.
Nie udało mu się uzyskać prowizji papieża Honoriusza III, dlatego też kuria rzymska zaradzała nowych wyborów w 1224 r. Mieli w nich uczestniczyć członkowie praskiej kapituły katedralnej, opaci cysterscy klasztorów w Nepomucen i Ossegg oraz biskup ołomuniecki Robert. Jednocześnie kazano Peregrinowi stawić się w Rzymie i wyjaśnić dlaczego przyjął święcenia biskupie bez akceptacji papieskiej. 29 września 1225 r. udał się do Rzymu, gdzie złożył rezygnację z biskupstwa. 
Zachował tytuł biskupi, powracając na stanowisko proboszcza mielnickiego i kanonika praskiego. Mógł nadal sprawować liturgię. 10 maja 1237 r. asystował w Erfurcie arcybiskupowi Zygfrydowi III von Eppsteinowi w konsekracji biskupa praskiego Bernharda
W 1227 r. papież Grzegorz IX nakazał jego następcy w Pradze, Janowi II wypłacanie corocznego odszkodowania za utratę biskupstwa. Peregrin zmarł w 1240 r. prawdopodobnie w Pradze i został pochowany w kościele św Klemensa w klasztoru Dominikanów.